# Nokia 3220

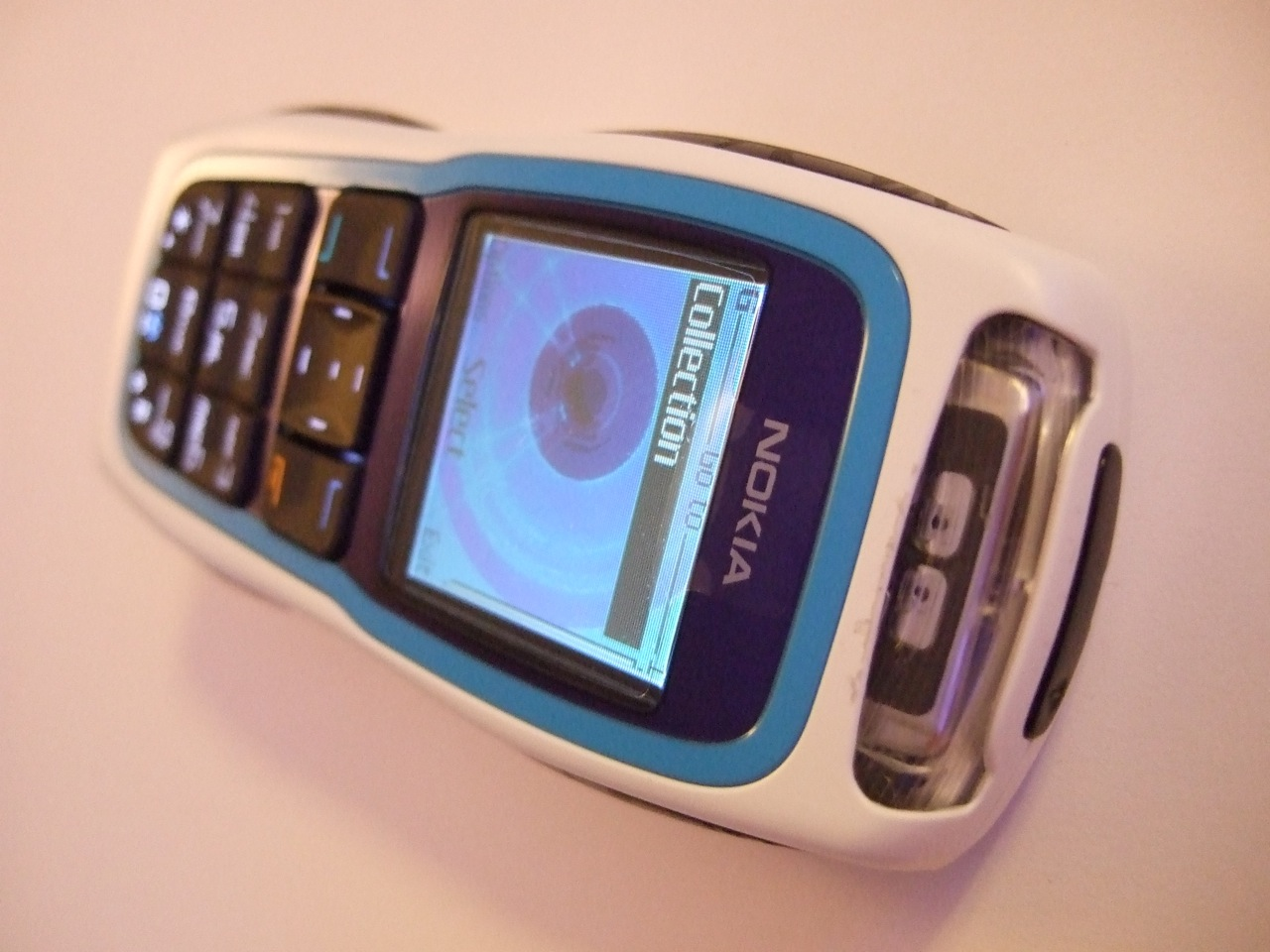
Nokia 3220

Le Nokia 3220 est un téléphone cellulaire de la série 40. Le Nokia 3220 fut le premier téléphone qui offre un accès complet à Internet, avec un navigateur XHTML et un client POP3/IMAP. Il est une mise à jour du Nokia 3200. Tout comme sur le 3200, les coques peuvent être personnalisées. Le port infrarouge ainsi que la radio FM ont été supprimés. Mais, des lumières latérales dansent lors d'un appel, il est possible de composer un numéro avec la voix et de filmer avec la caméra. Une radio FM peut être ajoutée par le Pop-Port. Il a un écran de 65 536 couleurs contrairement au 3200 qui n'en a que 4 096 et l'appareil photo CIF a été remplacé par une caméra VGA (640×480).